# Justice révolutionnaire à Nantes
La justice révolutionnaire à Nantes apparut sous plusieurs formes pendant la période de la Terreur sous la Révolution française. La principale fut le Tribunal révolutionnaire créé en 1793.

## Les différentes formes de justice révolutionnaire à Nantes
Sous la Terreur, Nantes a connu plusieurs formes de justice politique :
- Le tribunal révolutionnaire.
- Puis, parallèlement, des commissions militaires, plus expéditives.
- Sans compter exécutions sans jugement et en particulier les noyades ordonnées par Jean-Baptiste Carrier et le Comité révolutionnaire de Nantes.

## Le Tribunal révolutionnaire de Nantes (1793-1794)
Le Tribunal révolutionnaire naît au printemps 1793. Il porte d'abord le nom de Tribunal criminel extraordinaire jusqu'à l'arrêté du 18 avril 1793 qui modifie son nom.

### Compétences
Un autre arrêté, en date du 30 octobre 1793 et signé par Francastel et Jean-Baptiste Carrier, spécifie ses compétences.
Pour être déférés devant le Tribunal révolutionnaire, les prévenus doivent être accusés de rébellion armée, d'aide matérielle et morale à la rébellion, d'accaparement de denrées de première nécessité, d'agiotage. Sans oublier le délit d'opinion : ainsi risquent de se retrouver devant le tribunal « ceux qui ont déclaré qu'à l'instant où les "brigands" rentreraient dans Nantes, ils remettraient à leurs fenêtres les signes de la rébellion. Ceux qui par leurs discours, ont témoigné le désir d'apprendre le triomphe des rebelles ; ont applaudi, ont exprimé leur joie aux nouvelles, vraies ou fausses, de leur succès ».

### Période d'activité
La période d'activité la plus intense du tribunal révolutionnaire de Nantes se place durant le séjour de Jean-Baptiste Carrier. C'est aussi le temps où il se montre le plus impitoyable : cent cinquante-huit condamnations à mort prononcées en moins de cent jours[réf. nécessaire]. 

### Bilan pour les quinze mois d'existence
Pour quinze mois d'existence, de mars 1793 à mai 1794, le bilan est le suivant[réf. nécessaire] :
- Condamnations à mort            : 273
- Peines de prison  : 168
- Déportations  : 42
- Renvois faute de dénonciations  : 171
- Acquittements                   : 388

Tantôt sans pitié, tantôt indulgent, le tribunal révolutionnaire de Nantes semble avoir hésité entre l'invite de son président François Louis Phelippes-Tronjolly et l'expresse assurance de l'accusateur public Goudet.
Entre la mi-janvier 1794 et le 15 août 1794, 5 639 corps sont inhumés dans une carrière près du Gué-Moreau, rue Paul Bellamy.